# Gallia Préhistoire
Gallia Préhistoire es una revista francesa de arqueología prehistórica, que comenzó a publicarse en 1958 bajo la dirección de André Leroi-Gourhan. Aborda temáticas vinculadas al período prehistórico hasta la Edad del Bronce inclusive, en Francia y territorios vecinos.
Su periodicidad es anual y se complementa con suplementos

## Historia
Gallia Préhistoire proviene de la revista Gallia, creada en 1943, cuyo ámbito se restringió a la arqueología antigua en 1958. En 1995, tomó el subtítulo Archéologie de la France préhistorique (Arqueología de la Francia prehistórica), sustituido desde 2008 por Préhistoire de la France dans son contexte européen (Prehistoria de Francia en su contexto europeo).

## Editor
La revista está alojada en el centro editorial de la Maison des Sciences de l'homme Mondes (hasta 2020 Maison Archeologie & Ethnologie René-Ginouvès), en el campus de la Universidad de París-Nanterre.

## Temas
Gallia Préhistoire aborda los registros desde el Paleolítico Inferior hasta el final de la Edad del Bronce en Francia y otros países de Europa.
La revista cubre tanto los registros franceses como las culturas vecinas, desde el Paleolítico Inferior hasta el final de la Edad del Bronce.

## Digitalización
Desde 2016, los nuevos números están disponibles en acceso abierto en el portal OpenEdition Journals. Los volúmenes que se publicaron desde la fundación de la revista en 1958 hasta 2014 están disponibles en el portal Persée también en acceso abierto.

## Directores
A lo largo de su historia, Gallia Préhistoire fue dirigida por siete investigadores:
- 1958-1985: André Leroi-Gourhan
- 1985-1994: Jean Guilaine
- 1994-2008: Denis Vialou
- 2008-2011: Gregor Marchand
- 2011: Anne Bridault
- 2012-2015: Jean Pierre Bracco
- 2015-actualidad: Thomas Perrin